# Luiz Carlos Tourinho
Luiz Carlos de Castro Tourinho Filho, lepiej znany jako Luiz Carlos Tourinho (ur. 16 maja 1964 w Niterói, zm. 21 stycznia 2008 tamże) – brazylijski aktor telewizyjny, filmowy i teatralny, reżyser.

## Życiorys

### Kariera
W 1983 rozpoczął pracę w Teatro Tablado. Rok później pojawił się w jednym z odcinków telenoweli Rede Globo Jeżeli prawda (Caso Verdade, 1984). Po raz pierwszy został dostrzeżony jako Miguel w miniserialu Rede Bandeirantes Kometa (Comet, 1989) u boku Carlosa Augusto Strazzera.
W 1990 roku wziął udział w programie Marii Clary Machado w Tablado O Cavalinho Azul, który był częścią dokumentalnego filmu edukacyjnego „As Chaves do Teatro” Romana Bruni. Jakiś czas potem uczestniczył w różnych programach rozrywkowych Rede Globo takich jak Szkółka prof. Raimundo (Escolinha do Professor Raimundo) czy Chico Total. Na dużym ekranie grywał w filmach z Xuxą Meneghel. W komedii romantycznej Dla wszystkich – trampolina do zwycięstwa (For All: O trampolim da vitória, 1997) za grał woźnego Sandovala.
Pracował również jako wykładowca teatru. Był także reżyserem dwóch nowel („A Mulher do Terceiro Milênio” i „Perua de Deus”) w komedii „Cócegas” (2004). Ostatnią jego produkcją telewizyjną, w której zagrał, była telenowela Zakazane pożądanie (Desejo Proibido, 2007-2008).

### Życie prywatne
Zmarł 21 stycznia 2008 w Hospital de Clínicas de Niterói (HCN) w Niterói w Rio de Janeiro w wieku 43. lat, będąc ofiarą tętniaka mózgu. Przybył do szpitala w stanie zatrzymania krążenia. Wcześniej, od 30 marca do 13 kwietnia 2005 został hospitalizowany także z powodu tętniaka.

## Filmografia

### Telewizja
- 1984 – A Principal Causa do Divórcio (Caso Verdade)
- 1989 – O Cometa jako Miguel
- 1993 – Você Decide (odc. Sinuca de Bico)
- 1995 – Escolinha do Professor Raimundo jako Pedro Vaz Caminha
- 1995 – Xuxa Especial de Natal – Deu a louca na fantasia jako Piu Piu
- 1996-97 – Chico Total
- 1996 – Caça Talentos jako Fred Star
- 1998 – Era Uma Vez jako Banshee
- 1999 – Suave Veneno jako Edilberto
- 2000-2002 – Sai de Baixo jako Ataíde
- 2001 – Gente Inocente
- 2003 – Xuxa no Mundo da Imaginação
- 2003 – Kubanacan jako Jack Everest
- 2003-2004 – Sob Nova Direção jako Franco
- 2005 – Sítio do Picapau Amarelo jako Mefisto
- 2005-2007 – Sob Nova Direção jako Franco
- 2007-2008 – Desejo Proibido jako Nezinho

### filmy fabularne
- 1988: Super Xuxa contra Baixo Astral jako Pássaro da Árvore da Consciência
- 1997: For All – O Trampolim da Vitória jako Sandoval
- 2001: Tainá – Uma Aventura na Amazônia jako Smith
- 2002: Xuxa e os Duendes 2 – No Caminho das Fadas jako Sant
- 2004: Xuxa e o Tesouro da Cidade Perdida jako Curupira